# MX-record
Een MX-record (Mail eXchange-record) is een gegevenstype in het Domain Name System (DNS). Het specificeert de mail server die e-mailverkeer voor het betreffende domein afhandelt. Een domein kan meerdere MX-records hebben met een verschillende prioriteit waardoor het mogelijk is om bijvoorbeeld een back-up mailserver aan te geven als de computer met de hogere prioriteit niet bereikbaar blijkt. 
De naam die in het MX-record wordt gevonden kan via DNS op zijn beurt in een ip-adres worden vertaald.

## Voorbeeld
Stel dat voor het domein wikipedia.org het MX-record de host mail.wikipedia.org vermeldt als mailserver, en dat voor de host mail.wikipedia.org door middel van een zogenoemd A-record het IP-adres 211.1.1.1 is ingesteld. Wordt er dan een e-mail gestuurd naar een adres dat eindigt op @nl.wikipedia.org, bijvoorbeeld kees@nl.wikipedia.org, dan wordt deze e-mail doorgestuurd naar het IP-adres 211.1.1.1. Op dit IP-adres bevindt zich een mailserver die is geconfigureerd om de e-mail af te handelen voor nl.wikipedia.org.